# Alexis Legowski
Alexis Legowski (ur. 20 września 2001 w Bostonie) – polsko–amerykańska piłkarka nożna występująca na pozycji obrońcy, młodzieżowa reprezentantka Polski.

## Kariera juniorska
Przez pięć lat grała na pozycji pomocnika w młodzieżowej drużynie MacDuffie School.

### Northeastern Huskies
Od 2019 roku grała w drużynie swojego college'u w Bostnie – Northeastern Huskies. W sezonie 2019/2020 zadebiutowała 22 sierpnia w meczu przeciwko Stony Brook. W sezonie rozgrała 19 meczów. W rozgrywkach uczelnianych w sezonie 2020/2021 wystąpiła w 11 meczach zdobywając trzy gole i jedną asystę. W 2021 roku razem z drużyną rozegrała 19 meczów zdobywając trzy gole i cztery asysty. W sezonie 2022/2023 udało jej się zagrać we wszystkich 20 ligowych meczach zdobywając pięć goli. W ostatnim jej sezonie w drużynie – 2023/2024 zagrała w 18 meczach zdobywając jedną bramkę i trzy asysty.
Łącznie rozegrała tam 87 spotkań i zdobyła dwanaście bramek oraz zaliczyła dziesięć asyst. W drużynie grała do 2024 roku.

## Kariera klubowa

### Pogoń Szczecin
2 sierpnia 2024 roku podpisała roczny kontrakt z kobiecą drużyną Pogoni Szczecin.

## Kariera reprezentacyjna
Była powoływana do młodzieżowych reprezentacji Polski do lat 17 (w latach 2017–2018), 19 (w 2019 roku) oraz 23 (od 2024). Razem z kadrą U-17 zagrała w młodzieżowych mistrzostwach Europy w 2018 roku. W maju 2024 roku rozgrała mecze z U-23 przeciwko reprezentacjom Szwecji, Niemiec oraz Australii.